# Абрамовит
Абрамови́т — редкий минерал, сульфосоль из группы цилиндрита. Назван в честь Дмитрия Вадимовича Абрамова, русского минералога. Впервые был обнаружен на Дальнем Востоке, на Курильских островах.

## Свойства
Абрамовит имеет чёрный цвет, чёрный цвет черты, металлический блеск, среднюю твёрдость по шкале Мооса, совершенную спайность, плотность 7,64 г/см3. Формула — Pb2SnInBiS7. Минерал непрозрачен.